# Kenaston
Kenaston es un pueblo canadiense situado en la provincia de Saskatchewan.

## Superficie
Kenaston tiene una superficie de 1,14 km².

## Demografía
En 2021, tenía 292 habitantes, una densidad poblacional de 257 hab./km², y 153 viviendas.